# Лінден (Шлезвіг-Гольштейн)
Лінден (нім. Linden) — громада в Німеччині, розташована в землі Шлезвіг-Гольштейн. Входить до складу району Дітмаршен. Складова частина об'єднання громад КЛГ-Айдер.
Площа — 11,62 км2. Населення становить 864 ос. (станом на 31 грудня 2020).